# Шерр, Иоганн
Иоганн Шерр (нем. Johannes Scherr; 3 октября 1817, Рехберг — 21 ноября 1886[…], Цюрих) — немецкий историк литературы, публицист, беллетрист и общественный деятель.

## Биография
На духовное развитие Иоганна Шерра сначала оказали большое влияние его мать, а затем старший брат Томас Шерр, занимавшийся педагогической деятельностью в городе Винтертуре.
В 1837—1840 годах Шерр обучался в Тюбингенском университете, где изучал, главным образом, филологию и историю. Литературная деятельность его в это время выразилась главным образом в содействии брату, писавшему книгу «Geschichte der religiösen und politischen Ideen» (1840); впоследствии Иоганн переработал самостоятельно это сочинение под новым заглавием «Geschichte der Religion» (1855).
В 1843 году Шерр женился на швейцарке Сюзетте Кюблер, с которой прожил до самой её смерти в 1873 году. Всё это время она была не просто женой, но и соратницей Иоганна, причём ему очень помогало то, что она отлично владела несколькими языками.
После издания им книги Wurtemberg im Jahre 1843 Шерр избран членом вюртембергского сейма. Во время революции в Германии 1848 года он стоял во главе демократической партии. В речах, произнесённых им в 1848—50 гг., он отстаивал единство страны. Участие его в одной народной сходке в Рейтлингере послужило поводом к осуждению его на 15-летнее заключение в смирительном доме и Шерр вынужден был бежать в Цюрих (Швейцария), где был преподавателем и профессором истории и истории литературы политехнического техникума.
Творческая плодовитость Шерра поражает, несмотря на то, что в юности он ослеп на один глаз.
После смерти жены он уже не покидал Цюрих до самой смерти.

## Краткая библиография
- «Allgemeine Geschichte der Litteratur» (10-е издание, 1900; русский перевод Пыпина, Вейнберга),
- «Geschichte der englischen Litteratur» (3-е издание 1888),
- «Deutsche Kulturund Sittengeschichte» (1852—1853; 11-е издание 1902; русский перевод: Шерр И. история цивилизации в Германии, перевод А. Неведомского и Д. Писарева. С.-Пб.: В типографии Ф. С. Сущинского, 1868 г.),
- «Geschichte der deutschen Frauenwelt» (5-е издание 1897),
- «Schiller und seine Zeit» (4-е издание 1865; русский перевод 1875);
- повести (10 т., 1873—77), из которых некоторые переведены на русский язык, в том числе «Михель. История немца нашего времени» (1873)[5].
- Лорд Байрон. Статья из монографии «Всеобщая Исторія Литературы», изд. О. Бакста.
- Иллюстрированная всеобщая история литературы / Перевод с десятого (юбилейного), вновь просмотренного и дополненного профессором цюрихского универститета O. Haggenmmacher’ом немецкого издания; под редакцией П. Вейнберга. — Москва : Изд. С. Скирмунта, 1905. Т. 1 : 175 рисунков в тексте и 14 рисунков на отдельных листах. — 567 с.